# Rynchops flavirostris
El rayador africano (Rynchops flavirostris) es una especie de aves caradriforme de la familia Rynchopidae. Vive a lo largo de ríos, lagos y lagunas de África subsahariana.

## Apariencia

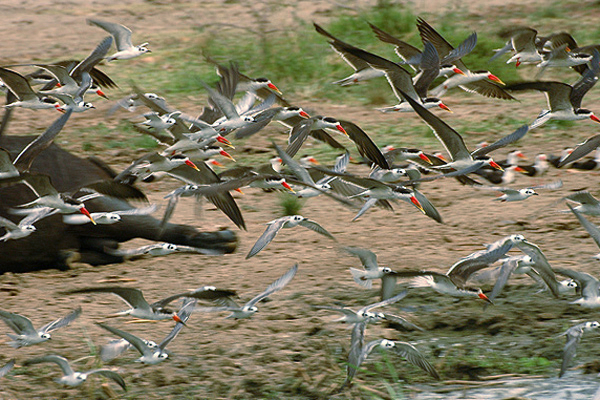
Bandada de rayadores africanos y gaviotines negros (Chlidonias leucopterus) en el canal Kazinga, Uganda.

Tienen las alas muy largas. El dorso, la parte posterior del cuello y la corona son de color negro. La frente y el resto del cuerpo es blanco, el pico es largo y brillante de color naranja, con la punta amarilla (punta de color negro en las aves inmaduras). La cola bifurcada es corta y de color blanco, con las patas de rojo brillante. El tamaño medio es de unos 38 cm de longitud. La estructura del pico es única. La mandíbula inferior es mucho más larga que la mandíbula superior y se aplana hacia los lados como cuchillas de tijera.

## Distribución
Se distribuye desde Senegal hasta el norte del río Congo y del sur del valle del Nilo, el sur de Tanzania, el valle del Zambezi hasta la provincia de KwaZulu-Natal (Sudáfrica) y Angola. Vive en los grandes ríos tropicales, en las orillas de lagos y en lagunas costeras. Es generalmente poco común y la población total se estima en 15 000-25 000 individuos.